# Dinobryon
Genre
Dinobryon est un genre d'algues dorées de la famille des Dinobryaceae. Ces espèces vivent en eau douce et en colonies. Lorsque la colonie devient trop importante, elles peuvent se transformer en kystes résistants qui peuvent rester viables durant plusieurs dizaines d'années.

## Liste d'espèces
Selon AlgaeBase (12 septembre 2013) :
- Dinobryon acuminatum Ruttner
- Dinobryon alpinum (O.E.Imhof) Pascher (Sans vérification)
- Dinobryon americanum (J.Brunnthaler) Lemmermann (Sans vérification)
- Dinobryon angulatum (A.Seligo) Lemmermann
- Dinobryon anulatum D.G.Hilliard & B.C.Asmund (Sans vérification)
- Dinobryon asmundiae G.Nygaard (Sans vérification)
- Dinobryon asymmetricum D.G.Hilliard & B.C.Asmund (Sans vérification)
- Dinobryon attenuata (D.G.Hilliard) D.G.Hilliard (Sans vérification)
- Dinobryon baebleri Bachmann (Sans vérification)
- Dinobryon balticum (Schütt) Lemmermann
- Dinobryon bavaricum Imhof
- Dinobryon behningii D.O.Svirenko
- Dinobryon belgicae A.F.Meunier
- Dinobryon belingi D.O.Svirenko (Sans vérification)
- Dinobryon borgei Lemmermann
- Dinobryon brucei K.H.Nicholls
- Dinobryon buetschlii O.E.Imhof
- Dinobryon calyciforme Bachmann
- Dinobryon calyculatum Imhof
- Dinobryon campanuliformis L.Reverdin (Sans vérification)
- Dinobryon campanulostipitum Ahlstrom
- Dinobryon coalescens Schiller
- Dinobryon crenulatum West & G.S.West
- Dinobryon cylindricum O.E.Imhof
- Dinobryon cystor  (Sans vérification)
- Dinobryon dilatatum D.G.Hilliard (Sans vérification)
- Dinobryon dillonii K.H.Nicholls
- Dinobryon divergens O.E.Imhof
- Dinobryon echinocystis Skuja (Sans vérification)
- Dinobryon elegans Korshikov (Sans vérification)
- Dinobryon elegans Reverdin
- Dinobryon elegantissimum Bourrelly
- Dinobryon ellipticum Skvortzov (Sans vérification)
- Dinobryon emoriens V.V.Nikiforov
- Dinobryon epistyloides W.S.Kent (Sans vérification)
- Dinobryon eurystoma (Stokes) Lemmermann
- Dinobryon facula Willén
- Dinobryon faculiferum (Willén) Willén
- Dinobryon gracile Ehrenberg (Sans vérification)
- Dinobryon gregarium J.J.M.Virieux (Sans vérification)
- Dinobryon hilliardii G.Nygaard (Sans vérification)
- Dinobryon hispanicum Bachmann (Sans vérification)
- Dinobryon inflatum Lemmermann (Sans vérification)
- Dinobryon juniperinum K.E.Eichwald (Sans vérification)
- Dinobryon korschikovii O.M.Matvienko (Sans vérification)
- Dinobryon kossogolensis C.E.H.Ostenfeld (Sans vérification)
- Dinobryon lauzonicum E.H.Ahlstrom (Sans vérification)
- Dinobryon lindegaardii G.Nygaard (Sans vérification)
- Dinobryon longicolle Skvortzov (Sans vérification)
- Dinobryon marchicum Lemmermann (Sans vérification)
- Dinobryon marssonii (Lemmermann) Lemmermann (Sans vérification)
- Dinobryon mediterraneum Pavillard (Sans vérification)
- Dinobryon mucronatum G.Nygaard
- Dinobryon njakajaurense Skuja (Sans vérification)
- Dinobryon obliquicaudum G.Nygaard (Sans vérification)
- Dinobryon pediforme (Lemmermann) Steinecke
- Dinobryon porrectum Schiller
- Dinobryon praecambrianum K.H.Nicholls
- Dinobryon proteus S.Wislouch (Sans vérification)
- Dinobryon protuberans Lemmermann
- Dinobryon pruniforme E.Teiling (Sans vérification)
- Dinobryon saccatum G.W.Prescott (Sans vérification)
- Dinobryon sertularia Ehrenberg (espèce type)
- Dinobryon sessile M.Tanner-Füllemann (Sans vérification)
- Dinobryon simplex M.Tanner-Füllemann (Sans vérification)
- Dinobryon sinicum Skvortzov (Sans vérification)
- Dinobryon sociale (Ehrenberg) Ehrenberg
- Dinobryon spirale Iwanoff
- Dinobryon spiralis L.Iwanoff (Sans vérification)
- Dinobryon stipitatum Stein (Sans vérification)
- Dinobryon stokesii Lemmermann (Sans vérification)
- Dinobryon subalpinum F.Wawrick (Sans vérification)
- Dinobryon subdivergens F.F.L.Chodat (Sans vérification)
- Dinobryon suecicum Lemmermann
- Dinobryon thyrsoideum Chodat
- Dinobryon tubaeforme G.Nygaard (Sans vérification)
- Dinobryon tuberum Skvortzov (Sans vérification)
- Dinobryon tubulosum Mack (Sans vérification)
- Dinobryon unguentariforme Croome, H.U.Ling & P.A.Tyler
- Dinobryon urceolatum L.Reverdin (Sans vérification)
- Dinobryon vanhoeffeni Bachmann (Sans vérification)

Selon ITIS (12 septembre 2013) :
- Dinobryon anuminatum Rutter
- Dinobryon balticum
- Dinobryon bavaricum Imhof
- Dinobryon borgei Lemmermann
- Dinobryon calciformis
- Dinobryon campanulostipitatum Ahlstrom
- Dinobryon crenulatum West & West
- Dinobryon cylindricum Imhof
- Dinobryon divergens
- Dinobryon elegantissimum Bourrelly
- Dinobryon eurystoma Hillard & Asmund.
- Dinobryon minutum Ralfs.
- Dinobryon pediforme (Lemmermann) Stein
- Dinobryon petiolatum
- Dinobryon plumosa Agardh
- Dinobryon sertularia Ehrenberg, 1834
- Dinobryon sociale
- Dinobryon stipitatum Stein
- Dinobryon suecicum Lemmermann
- Dinobryon tabellariae
- Dinobryon utriculus F. Stein
- Dinobryon vanhoeffendii Bachm.
- Dinobryon vorax Kent

Selon NCBI (12 septembre 2013) :
- Dinobryon bavaricum
- Dinobryon crenulatum
- Dinobryon divergens
- Dinobryon faculiferum
- Dinobryon pediforme
- Dinobryon sertularia
- Dinobryon sociale
  - variété Dinobryon cylindricum
  - variété Dinobryon sociale var. americana

Selon World Register of Marine Species (12 septembre 2013) :
- Dinobryon acuminatum Ruttner
- Dinobryon balticum (Schütt) Lemmermann, 1900
- Dinobryon bavaricum Imhof, 1890
- Dinobryon belgicae A.F.Meunier, 1910
- Dinobryon borgei Lemmermann, 1900
- Dinobryon calyciforme Bachmann, 1907
- Dinobryon campanulostipitum E.H.Ahlstrom
- Dinobryon coalescens Schiller, 1925
- Dinobryon crenulatum West & G.S.West, 1909
- Dinobryon cylindricum O.E.Imhof, 1887
- Dinobryon dilatatum D.G.Hilliard
- Dinobryon divergens O.E.Imhof, 1887
- Dinobryon faculiferum (T.Willén) T.Willén, 1992
- Dinobryon mediterraneum Pavillard
- Dinobryon mucronatum G.Nygaard, 1979
- Dinobryon pediforme (Lemmermann) Steinecke, 1916
- Dinobryon porrectum Schiller, 1925
- Dinobryon protuberans Lemmermann, 1899
- Dinobryon sertularia Ehrenberg, 1834
- Dinobryon sociale (Ehrenberg) Ehrenberg, 1834
- Dinobryon stipitatum Stein
- Dinobryon suecicum Lemmermann, 1904
- Dinobryon unguentariforme Croome, H.U.Ling & P.A.Tyler